# Létavec
Létavec (Miniopterus) je rod netopýra, jediný zástupce čeledi létavcovití (Miniopteridae). Dříve byla tato čeleď řazena do čeledi Vespertilionidae, později nicméně došlo k osamostatnění. Tito netopýři mají velký areál rozšíření a během posledních 15 000 let osídlili téměř celou oblast od jižní Evropy přes Afriku a blízký ostrov Madagaskar až po Asii, Austrálii a Oceánii (např. Vanuatu, Nová Kaledonie).
Létavci jsou malí netopýři, jejich tělo měří asi 10 cm a rozpětí křídel činí 30 až 35 cm, hmotnost zpravidla nepřesahuje 20 g. Čenich je široký a krátký. Lebka je kulovitá a vyšší než čenich, podobně jako u netopýrů rodů Kerivoula a Myotis. Křídla létavců jsou dlouhá a úzká, třetí prst extrémně dlouhý. Mezi horními špičáky a prvním velkým třenovým zubem mají létavci dva malé zbytkové premoláry.
Roku 2017 byl v genomu létavců nalezen důkaz o přítomnosti deltaretrovirů, způsobujících leukemii u lidí. Tento virus byl zaznamenán pouze u savců, v tomto případě byl poprvé zaznamenán u netopýrů. U létavců se virus objevil již před 20 miliony lety.

## Druhy
Systematika rodu Miniopterus je značně problematická, a počet a vymezení jednotlivých druhů proto nestálý. Tento fakt lze demonstrovat například na létavci stěhovavém (Miniopterus schreibersii), jenž byl pokládán za druh rozšířený od Evropy a Afriky až po Oceánii; postupně však z tohoto druhového komplexu začaly být osamostatňovány jednotlivé druhy (fuliginosus, oceanensis, villiersi, …), které jsou v současnosti chápány jako samostatné.
- druh Miniopterus aelleni Goodman, Maminirina, Weyeneth, Bradman, Christidis, Ruedi & Appleton, 2009
- druh Miniopterus ambohitrensis (Goodman, Ramasindrazana, Naughton & Appleton, 2015)
- druh Miniopterus australis Tomes, 1858 – létavec malý
- druh Miniopterus brachytragos Goodman, Maminirina, Bradman, Christidis & Appleton, 2009
- druh Miniopterus egeri Goodman, Ramasindrazana, Maminirina, Schoeman & Appleton, 2011
- druh Miniopterus fraterculus Thomas & Schwann, 1906 – létavec menší
- druh Miniopterus fuliginosus (Hodgson, 1835)
- druh Miniopterus fuscus Bonhote, 1902 – létavec tmavý
- druh Miniopterus gleni Egar, Mitchell & Peterson, 1995
- druh Miniopterus griffithsi Goodman, Maminirina, Bradman, Christidis & Appleton, 2010
- druh Miniopterus griveaudi Harrison, 1959
- druh Miniopterus inflatus Thomas, 1903 – létavec nafouknutý
- druh Miniopterus macrocneme Revilliod, 1914
- druh Miniopterus maghrebensis Puechmaille, Allegrini, Benda, Bilgin, Ibañez & Juste, 2014
- druh Miniopterus magnater Sanborn, 1931
- druh Miniopterus mahafaliensis Goodman, Maminirina, Bradman, Christidis & Appleton, 2009
- druh Miniopterus majori Thomas, 1906
- druh Miniopterus manavi Thomas, 1906
- druh Miniopterus medius Thomas & Wroughton, 1909
- druh Miniopterus minor Peters, 1867 – létavec nejmenší
- druh Miniopterus natalensis (A. Smith, 1834)
- druh Miniopterus newtoni Bocage, 1889
- druh Miniopterus nimbae Monadjem, Shapiro, Richards, Karabulut, Crawley, Nielsen, Hansen, Bohmann & Mourier, 2020
- druh Miniopterus oceanensis Maeda, 1982
- druh Miniopterus paululus Hollister, 1913
- druh Miniopterus petersoni Goodman, Bradman, Maminirina, Ryan, Christidis & Appleton, 2008
- druh Miniopterus propitristis Peterson, 1981
- druh Miniopterus pusillus Dobson, 1876 – létavec maličký
- druh Miniopterus robustior Revilliod, 1914
- druh Miniopterus schreibersii (Kuhl, 1817) – létavec stěhovavý
- druh Miniopterus shortridgei Laurie & Hill, 1957
- druh Miniopterus sororculus Goodman, Ryan, Maminirina, Fahr, Christidis & Appleton, 2007
- druh Miniopterus tristis (Waterhouse, 1845) – létavec sklíčený
- druh Miniopterus villiersi Aellen, 1956
- druh Miniopterus wilsoni Monadjem, Guyton, Naskrecki, Richards, Kropff & Dalton, 2020